# Бак, Питер
Пи́тер Ло́ренс Бак (англ. Peter Lawrence Buck; род. 6 декабря 1956, Беркли, Калифорния, США) — американский гитарист, один из основателей и самый старший участник американской рок-группы R.E.M.

## Карьера
Помимо карьеры гитариста, Питер Бак активно занимается продюсированием рок-групп и написанием текстов песен. Карьеру звукорежиссера начал, сделав релизы  Uncle Tupelo, Vigilantes of Love, Dreams So Real, The Fleshtones, The Feeliesи The Jayhawks. Помимо участия в своей группе, популярен как сессионный музыкант в The Replacements, Eels и у Билли Брэгг.
С будущими коллегами по группе Майклом Стипом, а также будущим менеджером R. E. M., Бертис Даунс, познакомился в Афинах, где работал в магазине Wuxtry Records после учебы. 

## Дискография

### R.E.M.
- 1983 год — Murmur
- 1984 год — Reckoning
- 1985 год — Fables of the Reconstruction
- 1986 год — Lifes Rich Pageant
- 1987 год — Document
- 1988 год — Green
- 1991 год — Out of Time
- 1992 год — Automatic for the People
- 1994 год — Monster
- 1996 год — New Adventures in Hi-Fi
- 1998 год — Up
- 2001 год — Reveal
- 2004 год — Around the Sun
- 2008 год — Accelerate

### Eels
- 2005 год —  Blinking Lights and Other Revelations